# Meroscelisus opacus
Meroscelisus opacus là một loài bọ cánh cứng trong họ Cerambycidae.